# 岩雕建筑

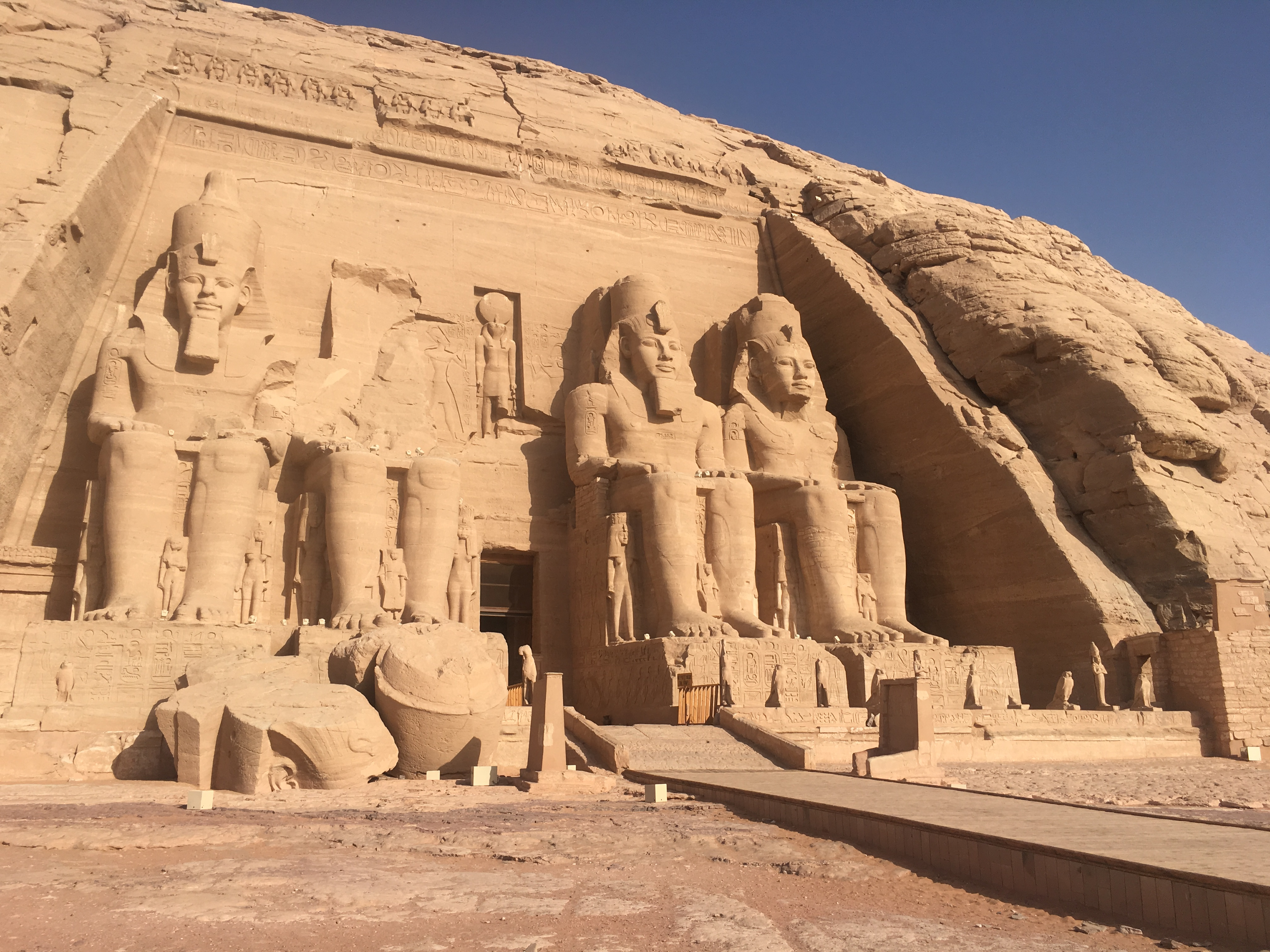
阿布辛拜勒神廟（约公元前1280年）是已知最早的岩雕建筑之一

岩雕建筑或岩凿建筑是在天然岩石上凿刻而成的建筑物、结构或雕塑。石窟是中國和印度常见的岩雕建筑类型。岩雕建筑的三大用途是寺庙（如印度的寺庙）、陵墓和窑洞（如卡帕多细亚的窑洞）。印度卡纳塔克邦什拉瓦纳贝拉戈拉的巴霍巴利雕像是世界上最大的单体雕像之一，建于公元983年，由一整块花崗岩雕刻而成。